# タイ国鉄QSY型ディーゼル機関車

タイ国鉄QSY型ディーゼル機関車（タイこくてつQSYがたディーゼルきかんしゃ）は、2022年に製造されたタイ国有鉄道の電気式ディーゼル機関車である。その車番から5200形と呼ばれる場合もある。愛称は「ウルトラマン」。なお、メーカーにおける型式はCDA5B1である。

## 導入の経緯
2020年頃のタイ国鉄では、旅客用機関車の最新型であるGEA型でも製造から四半世紀が経過しており、全般的に機関車の老朽化が進んでいた。1960年代製造のGE型が、当時のバンコクの中心駅であるファランポーン駅に乗り入れる列車にも恒常的に充当されているような状況であり、旧型機関車の更新はかねてから望まれていた。
また2021年には、首都中央駅としての機能が、これまでのファランポーン駅からクルンテープ・アピワット中央駅へ移転する予定であった。しかし、ドーム部分を除いて線路上に屋根が無かったファランポーン駅と異なり、クルンテープ・アピワット中央駅の在来線ホーム階は低い天井が全体を覆っている。その影響で、従来のディーゼル機関車が入線すると、ホーム階に煤煙が異常に滞留し問題となる事が予想された。これを防ぐために、旧型機の置き換えが喫緊の課題となった。
そこで、製造後40年以上経過した旧型の機関車を置き換えることを目的として、2022年に中国中車戚墅堰機車にて製造され、導入されたのが本形式である。

## 車両

### 構造
本形式はタイ国鉄の機関車で最大の出力を誇り、550 tの旅客列車を120 km/h以上で、1,000 tの旅客列車を100 km/h以上で、2,100 tの貨物列車を70 km/h以上で、それぞれ牽引することが出来る。
本形式と同じく中国中車戚墅堰機車で製造されたCSR型よりも軸重が4 t軽くなっており、軸重20 tのCSR型が走行できない橋梁を含む北本線北部区間も走行可能である。
従来の車両よりも排ガスの影響を抑えるため、UIC IIIA / EU Stage IIIA の基準を満たしたディーゼルエンジンを搭載している。また、PM2.5 粉塵問題を軽減するために、B20（バイオディーゼル 20％混合油）までのバイオディーゼル燃料の使用が可能である。

### 車体
同工場で製造されたCSR型と原型は同一である。しかしながら、前頭部は本形式の方が丸みを帯びた形状となっており、前照灯と尾灯は大型化・一体化されている。
全長、全幅、全高のいずれもタイ国鉄の旅客用機関車としては過去最大である。

### 塗装

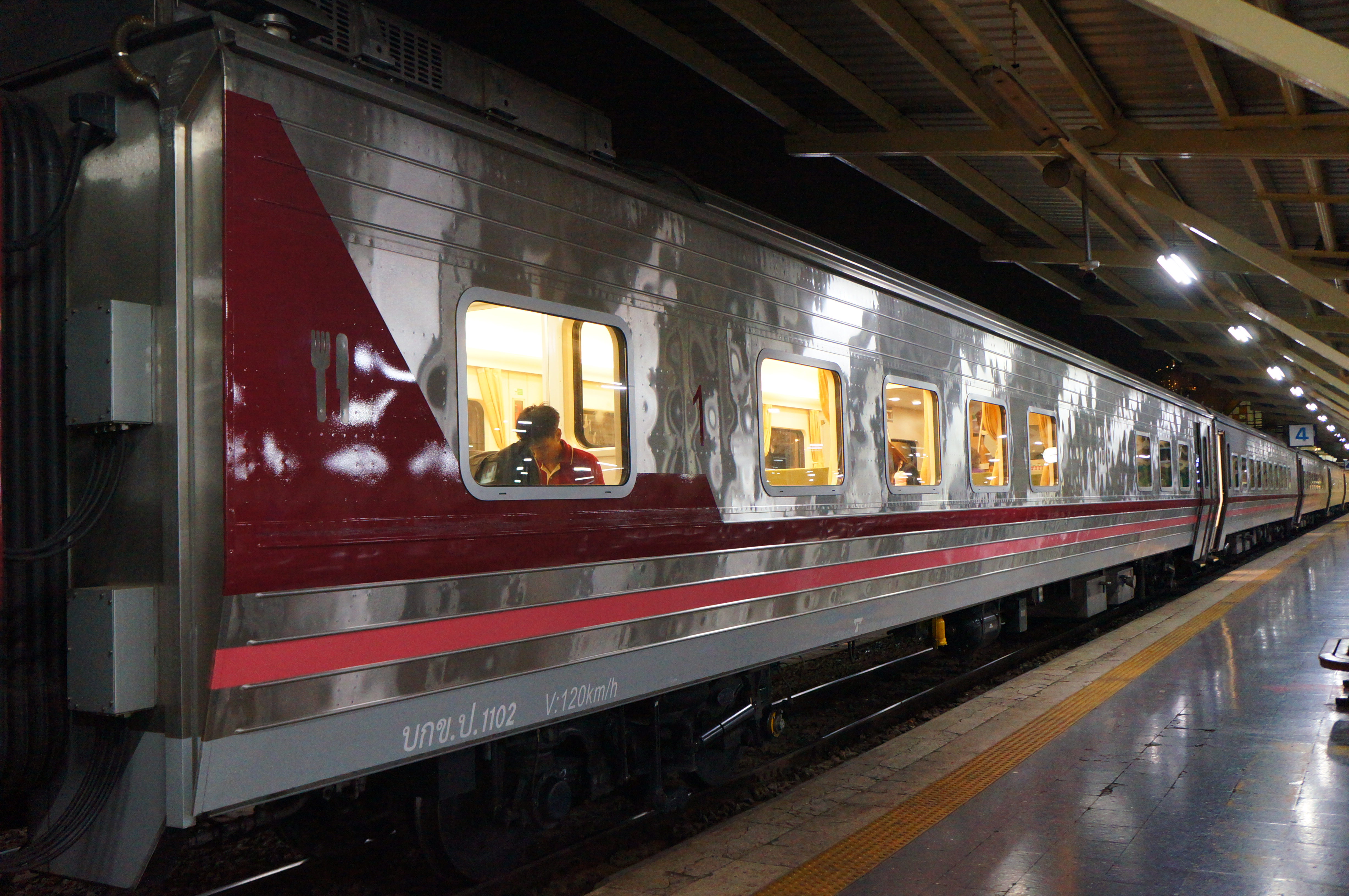
中国中車製の寝台客車

先に導入されていた2016年中国中車製の寝台客車の塗装で用いられている色の組み合わせ（ワインレッド、サーモンピンク、ステンレス地の銀色）に近い、ワインレッド、ライトレッド、灰色、白色を組み合わせた塗装である。
主に赤色や灰色を用いた塗装と、ツリ目のように見える前照灯から、「ウルトラマン」の愛称で広く知られている。また、中国製であることから「赤いレッサーパンダ」と呼ばれる場合もある。

## 運用
2022年2月に第1陣となる20両（5201 - 5220）が納入され、クンターン峠を擁する北本線北部区間を含む各路線で試験が行われた。その後、第2陣の15両（5221 - 5235）が同年12月末に、第3陣の15両（5236 - 5250）が2023年1月下旬に到着し、予定されていた50両全車がタイに到着した。

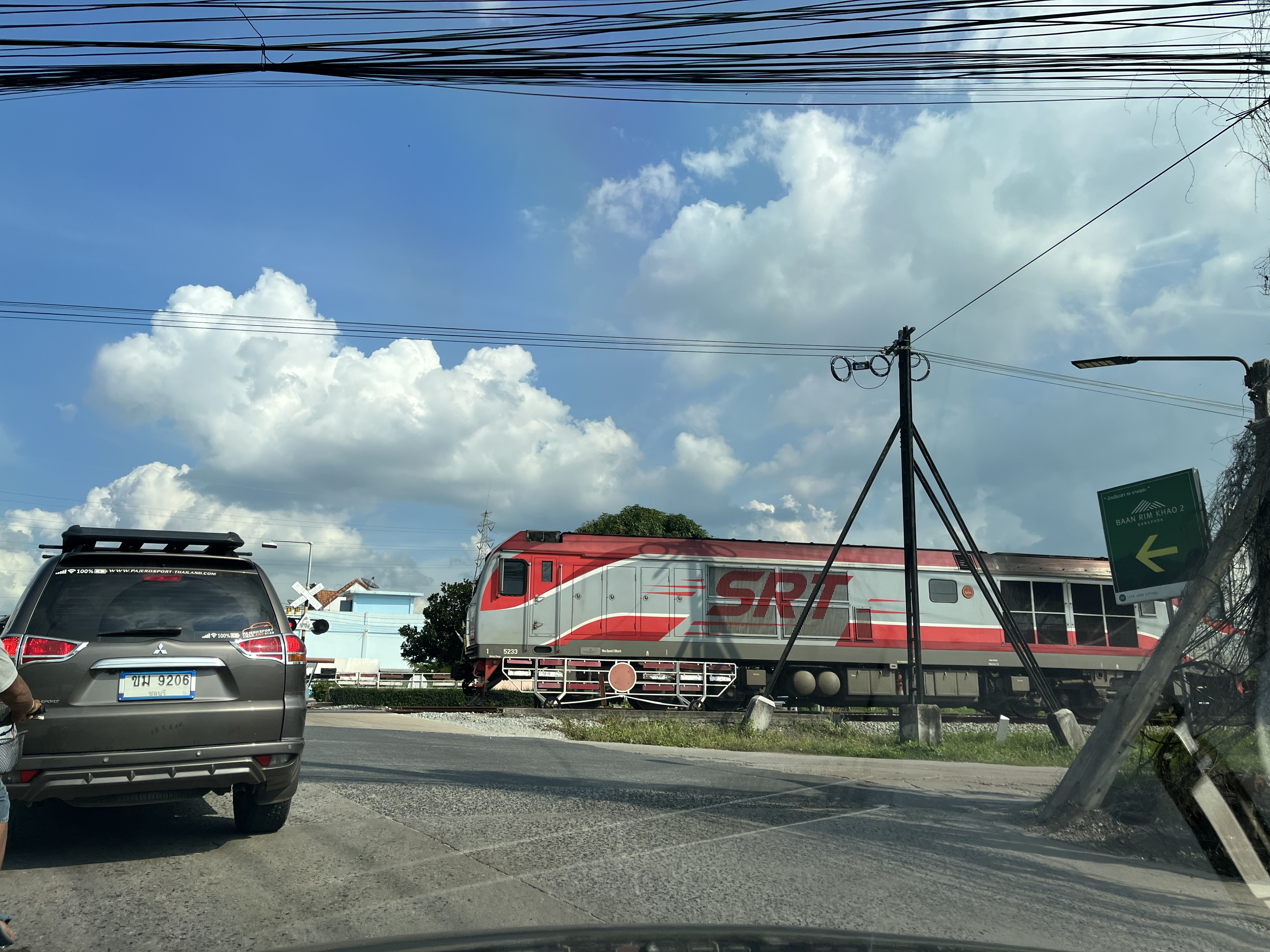
5233号機からコンテナ貨物車

2023年現在、中国中車製客車を用いた列車を含む、長距離優等列車の牽引を主に担っている。
また、クルンテープ・アピワット中央駅の（長距離列車としての）1番列車である、2023年1月19日快速171列車スンガイコーロック行は、本形式が牽引を担当した。